# Göritz
Göritz är en kommun och ort i Landkreis Uckermark i förbundslandet Brandenburg i Tyskland. 
Kommunen ingår i kommunalförbundet Amt Brüssow (Uckermark) tillsammans med kommunerna Brüssow, Carmzow-Wallmow, Schenkenberg och Schönfeld.